# HD 182709
HD 182709，又名CP-68 3251，SAO 254590、HR 7383，是一颗恒星，视星等为5.96，位于銀經327.32，銀緯-28.72，其B1900.0坐标为赤經19h 20m 47s，赤緯-68° -28.72′ 15″。